# Caratê nos Jogos Olímpicos de Verão de 2020 - Mais de 75 kg masculino
A categoria kumite mais de 75 kg masculino do caratê nos Jogos Olímpicos de Verão de 2020 ocorreu no dia 7 de agosto de 2021 no Nippon Budokan, em Tóquio. Um total de 10 caratecas, cada um representando um Comitê Olímpico Nacional (CON), participaram do evento.

## Qualificação
Um total de 10 competidores poderiam se qualificar para a categoria mais de 75 kg do kumite, cada um representando um CON, conforme abaixo:
- 1 do país-sede, Japão;
- 4 pelo ranking de qualificação olímpica de maio de 2021;
- 3 pelo Torneio de Qualificação Olímpica do Caratê de 2021;
- 2 por representatividade continental ou por convite da Comissão Tripartite.

## Formato
A competição começou com uma fase grupos seguida por uma fase final eliminatória. Cada chave foi composta por cinco caratecas, com o classificado em primeiro lugar no Grupo A enfrentando o que terminou em segundo lugar no Grupo B nas semifinais, e vice-versa. Não houve disputas pela medalha de bronze nos eventos de kumite. Os perdedores das semifinais receberam uma medalha de bronze cada um.

## Calendário
Horário local (UTC+9)
| Dia         | Horário | Fase           |
| ----------- | ------- | -------------- |
| 7 de agosto | 16:50   | Fase de grupos |
| 7 de agosto | 19:35   | Semifinal      |
| 7 de agosto | 20:05   | Final          |

## Medalhistas
| Ouro   | IRI Sajjad Ganjzadeh             |
| Prata  | KSA Tareg Hamedi                 |
| Bronze | JPN Ryutaro Araga TUR Uğur Aktaş |

## Resultados

### Fase de grupos
Grupo A
| Carateca              | P | V | E | D | Pts | JPN | TUR  | GEO | KAZ  | GER | Classificação |
| --------------------- | - | - | - | - | --- | --- | ---- | --- | ---- | --- | ------------- |
| JPN Ryutaro Araga     | 3 | 3 | 0 | 0 | 6   | —   | 5–3  | 3–2 | 4–2  | NIL | Semifinal     |
| TUR Uğur Aktaş        | 3 | 2 | 0 | 1 | 4   | 3–5 | —    | 3–1 | 11–3 | NIL | Semifinal     |
| GEO Gogita Arkania    | 3 | 1 | 0 | 2 | 2   | 2–3 | 1–3  | —   | 3–1  | 4–0 |               |
| KAZ Daniyar Yuldashev | 3 | 0 | 0 | 3 | 0   | 2–4 | 3–11 | 1–3 | —    | 4–4 |               |
| GER Jonathan Horne    | 0 | 0 | 0 | 0 | 0   | NIL | NIL  | 0–4 | 4–4  | —   | Desistiu      |

Grupo B
| Carateca             | P | V | E | D | Pts | IRI | KSA  | CRO | CAN  | USA | Classificação |
| -------------------- | - | - | - | - | --- | --- | ---- | --- | ---- | --- | ------------- |
| IRI Sajjad Ganjzadeh | 4 | 3 | 1 | 0 | 7   | —   | 0–0  | 3–1 | 2–1  | 6–0 | Semifinal     |
| KSA Tareg Hamedi     | 4 | 2 | 1 | 1 | 5   | 0–0 | —    | 2–3 | 10–3 | 4–1 | Semifinal     |
| CRO Ivan Kvesić      | 4 | 2 | 0 | 2 | 4   | 1–3 | 3–2  | —   | 1–4  | 3–1 |               |
| CAN Daniel Gaysinsky | 4 | 1 | 1 | 2 | 3   | 1–2 | 3–10 | 4–1 | —    | 0–0 |               |
| USA Brian Irr        | 4 | 0 | 1 | 3 | 1   | 0–6 | 1–4  | 1–3 | 0–0  | —   |               |

### Fase final
|  | Semifinal              | Semifinal              |                    |   | Final | Final |
|  |                        |                        |                    |   |       |       |
|  |                        |                        |                    |   |       |       |
|  |                        |                        |                    |   |       |       |
|  | A1JPN Ryutaro Araga    | 0                      |                    |   |       |       |
|  | A1JPN Ryutaro Araga    | 0                      |                    |   |       |       |
|  | B2KSA Tareg Hamedi     | 2                      |                    |   |       |       |
|  | B2KSA Tareg Hamedi     | 2                      | B2KSA Tareg Hamedi | 0 |       |       |
|  |                        |                        | B2KSA Tareg Hamedi | 0 |       |       |
|  |                        | B1IRI Sajjad Ganjzadeh | 4                  |   |       |       |
|  | B1IRI Sajjad Ganjzadeh | B1IRI Sajjad Ganjzadeh | 4                  | 2 |       |       |
|  | B1IRI Sajjad Ganjzadeh |                        |                    | 2 |       |       |
|  | A2TUR Uğur Aktaş       | 2                      |                    |   |       |       |
|  | A2TUR Uğur Aktaş       | 2                      |                    |   |       |       |